# Counties Manukau Rugby Union
Die Counties Manukau Rugby Union (CMRU) ist der Rugby-Union-Provinzverband des ehemaligen Franklin District südlich von Auckland auf der Nordinsel Neuseelands. Die Auswahlmannschaft des Verbandes in der nationalen Meisterschaft ITM Cup wird Steelers genannt, sie trägt ihre Heimspiele im Growers Stadium in Pukekohe aus.
Der Verband entstand 1955, als die Vereine der südlichen Vororte Aucklands sich von der Auckland Rugby Football Union trennten. Spieler von Counties Manukau sind berechtigt, in der internationalen Liga Super Rugby zu spielen und werden von den Chiefs aufgeboten (1995 bis 1998 von den Blues). Dem Verband sind 18 Vereine angeschlossen.

## Bekannte ehemalige und aktuelle Spieler
| - Andy Dalton (* 1951) - Simon Lemalu (* 1981) - Jonah Lomu (1975–2015) - Tony Marsh (* 1972) | - Bruce Robertson (* 1972) - Sitiveni Sivivatu (* 1982) - Tana Umaga (* 1973) - Joeli Vidiri (* 1973) |

## Angeschlossene Vereine
| - Ardmore Marist RFC - Beachlands Maraetai RFC - Bombay RFC - Drury RFC - Karaka RFC - Manurewa RFC - Maramarua RFC - Onewhero RFC - Papakura RFC | - Patumahoe RFC - Pukekohe RFC - Puni RFC - Te Kauwhata RFC - Te Kohanga RFC - Tuakau RFC - Waiuku RFC - Weymouth RFC - Wesley RFC |